# 落合孝裕
落合 孝裕（おちあい たかひろ、1983年3月30日 -）は、栃木県出身の俳優。infini所属。
身長175cm。体重62kg。特技は水彩画、水泳。

## 出演

### 映画
- イケフクロウ物語（2008年） - トオル 役 ※主演
- すんドめ3（2008年） - オタクの学生 役
- 20世紀少年 最終章 ぼくらの旗（2009年） - ゲンジー派 役
- 野良犬はダンスを踊る（2015年） - 宮崎の秘書 役

### テレビドラマ
- 遅咲きのヒマワリ〜ボクの人生、リニューアル〜 第1話「30歳目前。オレの人生やり直せますか?」（2012年、フジテレビ）
- ショムニ2013 第4話「今夜は卓球合コン! イマドキ草食斬り」（2013年、フジテレビ） - 草食男子 役
- 福家警部補の挨拶 第3話「プロジェクトブルー」（2014年、フジテレビ） - 丸吉社員 役
- ビター・ブラッド 第10話「絶体絶命!!」（2014年、フジテレビ） - 警官 役
- おわこんTV 第7話「プロの作る番組は本当に面白いのですか?」（2014年、NHK BSプレミアム） - 父親 役
- デート〜恋とはどんなものかしら〜 第9話「恋愛できない2人が本当の恋をした 高等遊民誕生の秘密と結婚式の思い」（2015年、フジテレビ） - 宅配業者 役

### オリジナルビデオ
- ひきこさんの惨劇（2013年） - 千葉のりお 役

### 舞台
- バカ少年（2005年） - 水橋文男 役
- スーパーヒーローイズム（2006年） - 五反田洋司 役
- SIS(エスイズ) -僕の彼女は多重人格-（2007年） - 慈 役
- オフ・ザ・レコード（2007年） - 染井鉄太郎 役
- タマゴよ、みな鳥になれると思うな（2008年） - マサカズ 役
- スーパーヒーローイズム（2010年） - ゴタンダ 役
- ガラパゴス（2010年） - 愛 役
- スミレ超特急（2010年） - 渦 役
- ベンチウォーマーズ（2011年） - 阿部ヶ原譲 役
- FESTA-1000（2011年） - 柏木礼二 役
- 間違いの喜劇（2011年） - シラクサのドローミオ 役
- ミナレット（2013年）
- ゾンビの森の留吉（2013年） - 孫 役
- それぞれの0(ゼロ)（2014年）
- お月さまへようこそ（2015年）
- 永遠の休憩（2015年）
- 7ストーリーズ（2016年）

### CM
- ソニー損保 ダイレクト自動車保険（2015年）
- 大正製薬 大正漢方胃腸薬（2015年）
- 日本ガイシ（2016年）